# Beprydyl
Beprydyl (łac. bepridilum) – wielofunkcyjny organiczny związek chemiczny, pochodna pirolidyny, lek stosowany w leczeniu choroby niedokrwiennej serca, o działaniu blokującym wolne kanały wapniowe oraz szybkie kanały sodowe.

## Mechanizm działania
Beprydyl jest antagonistą kanału wapniowego działającym na wolne kanały wapniowe oraz na szybkie kanały sodowe, hamując wchodzenie do komórek mięśnia sercowego oraz komórek tkanki mięśniowej gładkiej naczyń krwionośnych, zarówno jonów wapniowych, jak i sodowych. Beprydyl hamuje również aktywację kalmoduliny. Maksymalny efekt następuje po 2–3 godzinach od podania.

## Zastosowanie
Lek ten stosuje się w stabilnej chorobie niedokrwiennej serca u chorych opornych na leczenie lub nietolerujących innych leków przeciwdławicowych.
W 2016 roku beprydyl nie był dopuszczony do obrotu w Polsce.

## Działania niepożądane
Beprydyl może powodować następujące działania niepożądane:
- wydłużenie odstępu QT
- zaburzenia rytmu serca
- torsade de pointes
- biegunka
- zaparcie
- dyspepsja
- nudności
- nerwowość
- zawroty głowy
- hipersomnia
- drżenie spoczynkowe
- osłabienie
- świąd